# 3.ª Conferência Nacional de Saúde
A terceira Conferência Nacional de Saúde foi realizada em dezembro de 1963, treze anos após a realização da 2ª Conferência, e poucos meses antes do golpe militar de 1964. Sua realização se deu, portanto, durante o governo de João Goulart, carregando a tarefa de debater a condição sanitária da população brasileira para, desse modo, estabelecer um Plano Nacional de Saúde .

## Aspectos gerais
A organização se deu a partir da divisão de seus debates em quatro eixos, sendo eles: a “situação sanitária da população”, a “distribuição das atividades médico-sanitárias nos níveis federal, estadual e municipal”, a “municipalização dos serviços de saúde” e a “fixação de um plano nacional de saúde”  .
A Conferência foi marcada, ainda, por um debate central protagonizado por Wilson Fadul, ex-ministro da Saúde, na defesa do fortalecimento da indústria farmacêutica estatal, “objetivando o aumento da produção de agentes químico-profiláticos necessários ao tratamento das grandes endemias que prevalecem entre as camadas mais pobres da população’’  . Até então, a indústria farmacêutica se destacava com a elevação dos preços de remédios. .

## Contexto histórico
Os debates que marcaram a Terceira CNS tinham como eixo central a proposta de municipalização dos serviços de atendimento em saúde, bem como a proposta de um plano nacional de saúde, planos mais antigos, da década de 1910.
Durante o período do Governo Juscelino Kubitschek (1956 -1961), obteve-se uma administração focada na industrialização com o intuito de atrair capitais estrangeiros para elevar o nível da economia brasileira, essas diretivas foram elaboradas no Plano de Metas. Dentre os principais objetivos desse plano, temos alguns exemplos: energia, ampliação de estradas e indústrias nacionais, alimentação e educação, que ainda não eram vistas como um sinônimo de saúde. Trata-se, portanto, de um plano que não priorizava a melhora na saúde da população .
Além disso, no Governo João Goulart, algumas metas implementadas antes por Juscelino Kubitschek, foram descumpridas, dificultando ainda mais a vida da população  e elevando o custo de vida principalmente das camadas mais pobres da população. Isso foi ocorrendo principalmente com a criação do Plano Trienal, formulado para combater a inflação, substituindo a mercadoria importada e visando a valorização da mercadoria interna, porém, essa proposta não ocorreu exatamente da forma esperada. Esse contexto apenas abriu espaço para críticas e lutas políticas, se deparando com a 3ª  CNS e as necessidades de uma reforma nesse setor. Como bem se refere Wilson Fadul (1978) não há como transferir uma estrutura já existente e  já programada para um determinado grupo, para uma população com padrões e necessidades diferentes, podemos imaginar essa ideia no contexto da criação do Sistema Único de Saúde .
Com a ocorrência do golpe civil-militar em 1964, poucos meses após a realização da da Terceira CNS, a implementação de boa parte de suas propostas e ideais resultou, assim, inviabilizada. Contudo, os debates, temáticas e concepções permaneceram latentes, sendo novamente aquecidos ao longo dos movimentos populares da década de 1970, já indicando o início de movimento de luta pela redemocratização .

## Diretrizes norteadores para criação do SUS
Os Anais da 3ª Conferência Nacional de Saúde foram publicados apenas em 1992, graças à iniciativa do Movimento Socialista de Saúde do PDT . No preâmbulo, escrito por Wilson Fadul, ele ressalta que as ideias da 3ª Conferência influenciaram o pensamento sanitário dos anos 1980, especialmente durante a 8ª Conferência Nacional de Saúde de 1986 . Fadul destacou que essa continuidade se refletiu principalmente nos conceitos de descentralização das ações de saúde e na compreensão da saúde como um direito social, mesmo sem que os participantes da década de 1980 tivessem acesso aos documentos da Conferência de 1963. Esse alinhamento de ideias se manifestou de maneira clara nos princípios organizadores do Sistema Único de Saúde (SUS), registrados nos anais da 3ª Conferência , que esclareceram que o SUS não deve ser confundido com um sistema privado de saúde ou um programa de governo específico. O documento estabelece que o direito à saúde deve ser fundamentado nos seguintes aspectos:
- A saúde é influenciada pelas condições sociais e econômicas da população;
- Prioridade deve ser dada a programas de saúde que atendam o maior número de pessoas com o menor custo possível;
- Deve-se utilizar os conhecimentos científicos avançados disponíveis para reduzir a mortalidade geral;
- Os programas de saúde devem ser integrados ao plano de desenvolvimento econômico, aproveitando ao máximo os recursos disponíveis;
- Deve-se promover o estudo de problemas específicos do país, incentivando a pesquisa para encontrar soluções adequadas;
- É importante estimular a formação de profissionais de saúde para atender à demanda dos programas assistenciais;
- Deve-se fortalecer a indústria farmacêutica estatal para aumentar a produção de medicamentos necessários para tratar grandes endemias que afetam as populações mais pobres;
- É essencial intensificar o planejamento das atividades para garantir a máxima eficiência dos recursos médicos e assistenciais disponíveis.

## Repercussões
Ainda que a Terceira CNS tenha tido sua realização protagonizada, sobretudo, por representantes do Estado, é possível notar uma primeira viabilização de abertura para que demais autores participassem do processo de tomada de decisões. Nesse sentido, foi possibilitada a entrada de assessores técnicos para auxiliar no diagnóstico de saúde nacional bem como na elaboração das propostas de ação. Ademais, configurou uma maior solidez à estrutura das Conferências Nacionais de Saúde tal como hoje são desenhadas, com a análise da situação sanitária e a reorganização dos serviços de atenção à saúde, possibilitando um novo plano nacional pautado na descentralização e na redefinição das atribuições do governo .
Embora não tenha sido um dos tópicos oficiais da 3ª Conferência Nacional de Saúde, a questão da indústria farmacêutica ganhou destaque na fala de Wilson Fadul. Em sua apresentação sobre os princípios que deveriam guiar a nova política de saúde, o ministro enfatizou, no sexto ponto, a importância de fortalecer a indústria farmacêutica estatal. Ele argumentou que isso visa aumentar a produção de medicamentos profiláticos essenciais para o tratamento de grandes epidemias que afetam principalmente as camadas mais pobres da população .
Apesar do contexto político adverso e da interrupção dos trabalhos da Conferência pelo golpe militar, o debate sobre saúde ganhou novas dimensões, abrangendo não apenas a saúde e a doença, mas também outras questões como moradia, transporte, educação e lazer. Essa abordagem holística influenciou posteriormente as conferências de saúde e a formulação de políticas públicas mais abrangentes .
Apesar das diretrizes aprovadas pela 3ª Conferência Nacional de Saúde terem sido interrompidas pelo golpe militar e não terem sido publicadas pelo Ministério da Saúde, foi a primeira vez que em uma CNS, foi viabilizado um debate de forma democrática, ainda que com suas limitações, acerca dos temas relacionados à saúde, o que marcou uma profunda mudança no pensamento sanitário. Por mais que o contexto histórico e político que seguiu não fosse favorável para a implementação das novas diretrizes, as principais questões debatidas na Conferência foram recolhidas e circularam pelo país, deixando cada vez mais claro que os desafios presentes em meio a população eram de responsabilidade do Estado. Dentre esses problemas podemos citar: moradias, transporte, saúde do trabalhador e renda. Todo esse debate foi reformulado trazendo novas perspectivas e indo além do âmbito saúde-doença, compreendendo a saúde num contexto ampliado e englobando, assim, enquanto responsabilidades sanitárias, demais desafios como alimentação, educação e lazer, sendo todos novamente mencionados na 8ª Conferência Nacional de Saúde .